# مايك بينيت (لاعب دوري الرغبي)
مايك بينيت (بالإنجليزية: Mike Bennett)‏ هو لاعب دوري الرغبي بريطاني، ولد في 9 مايو 1980 في وارينغتون في المملكة المتحدة.

## روابط خارجية
- مايك بينيت على موقع ItsRugby.co.uk (الإنجليزية)